# بل پی-۳۹ ایرکبرا
بل پی-۳۹ ایرکبرا (به انگلیسی: Bell_P-39_Airacobra) یک هواگرد از نوع جنگنده ساخت شرکت بل ایرکرفت است. هواگرد P-39 Airacobra نخستین پروازش را در 6 April 1938[4]Template:پانویس‌های تودرتو میلادی انجام داد. این هواگرد در سال ۱۹۴۱ میلادی رسماً معرفی گردید و در سال‌های ۱۹۴۰ – مه ۱۹۴۴ تولید شده‌است. در مجموع، تعداد ۹٬۵۸۸ فروند از این هواگرد ساخته شده‌است.